# ダイダイ
ダイダイ（橙、臭橙、回青橙、学名: Citrus aurantium）は、ミカン科ミカン属の常緑樹、およびその果実。柑橘類に属する。名前が「代々」に通じることから縁起の良い果物とされ、正月の注連飾りや鏡餅に乗せるのでよく知られる。酸味のある未熟果の果汁はポン酢などの調味料に、熟した果皮は漢方薬にも使われる。

## 名称
和名ダイダイは、一つの株に数年代の果実がついていて見られる特徴から、「代々栄える」の意味で「ダイダイ」と呼ばれるようになったとされる。また、「回青橙」とも呼ばれる。

## 特徴
インド、ヒマラヤが原産。日本へは中国から渡来した。また、ヨーロッパへも伝わり、「ビターオレンジ」あるいは「サワーオレンジ」として栽培されている。
日本では静岡県の伊豆半島や和歌山県の田辺市が主産地。その多くは正月飾り用であったが、近年は消費が落ち込んでいるため、ポン酢などに加工されるようにもなった。
高さ4 - 5メートル (m) になる常緑小高木で、枝には刺がある。花期は初夏（5 - 6月）。枝の先に1輪から数輪の5弁ある白い花が咲き、冬に果実が黄熟する。果実の色は橙色と呼ばれる。葉柄は翼状になっており、葉身との境にくびれがある。果実は直径7 - 8センチメートル (cm) になり、冬を過ぎても木から落ちず、そのまま木に置くと2 - 3年は枝についている。冬期は橙黄色となるが、収穫せずに残しておくと翌年の夏にはまた緑色に色づき、再び冬が来るとその実は橙黄色になる。

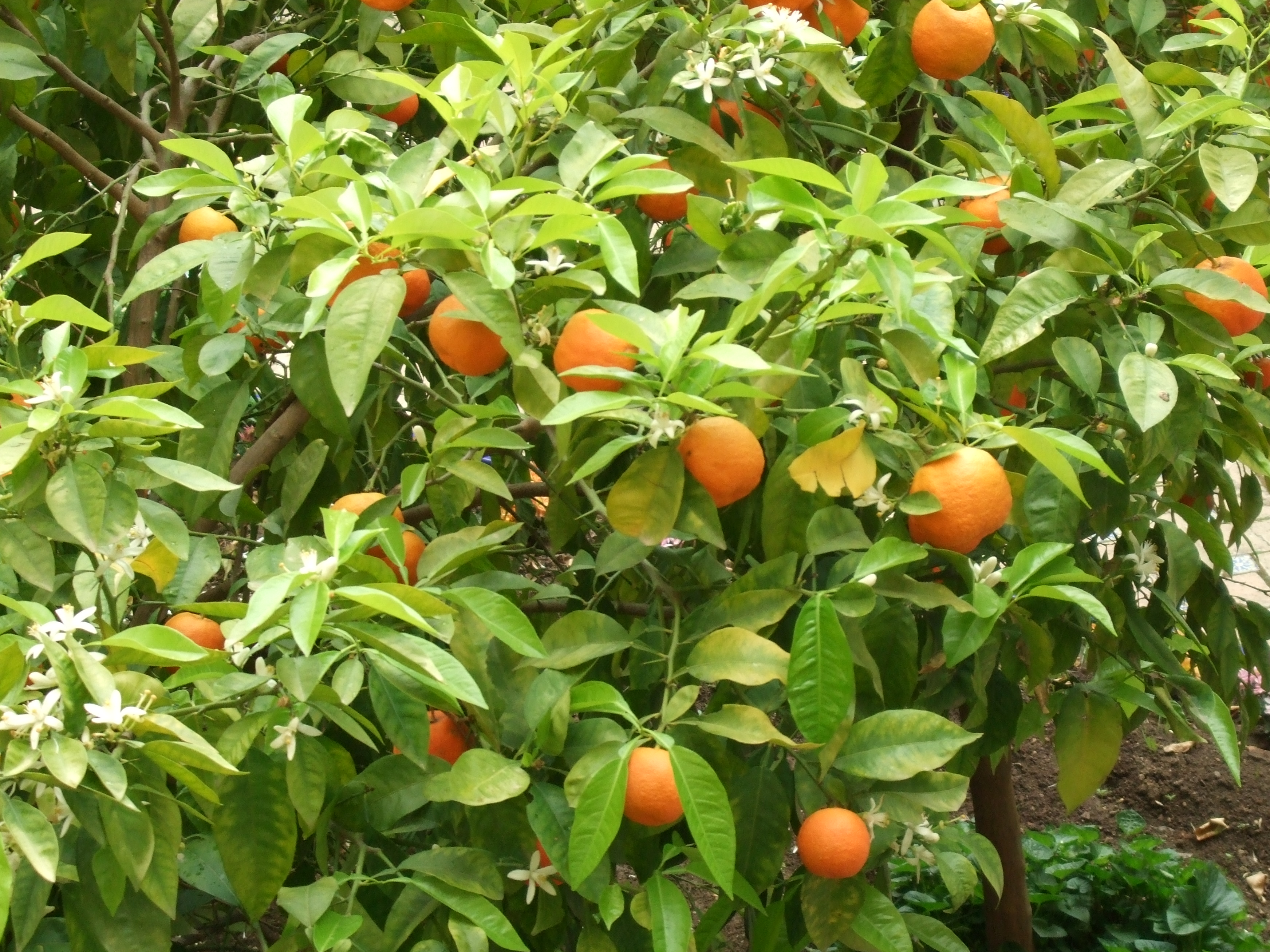
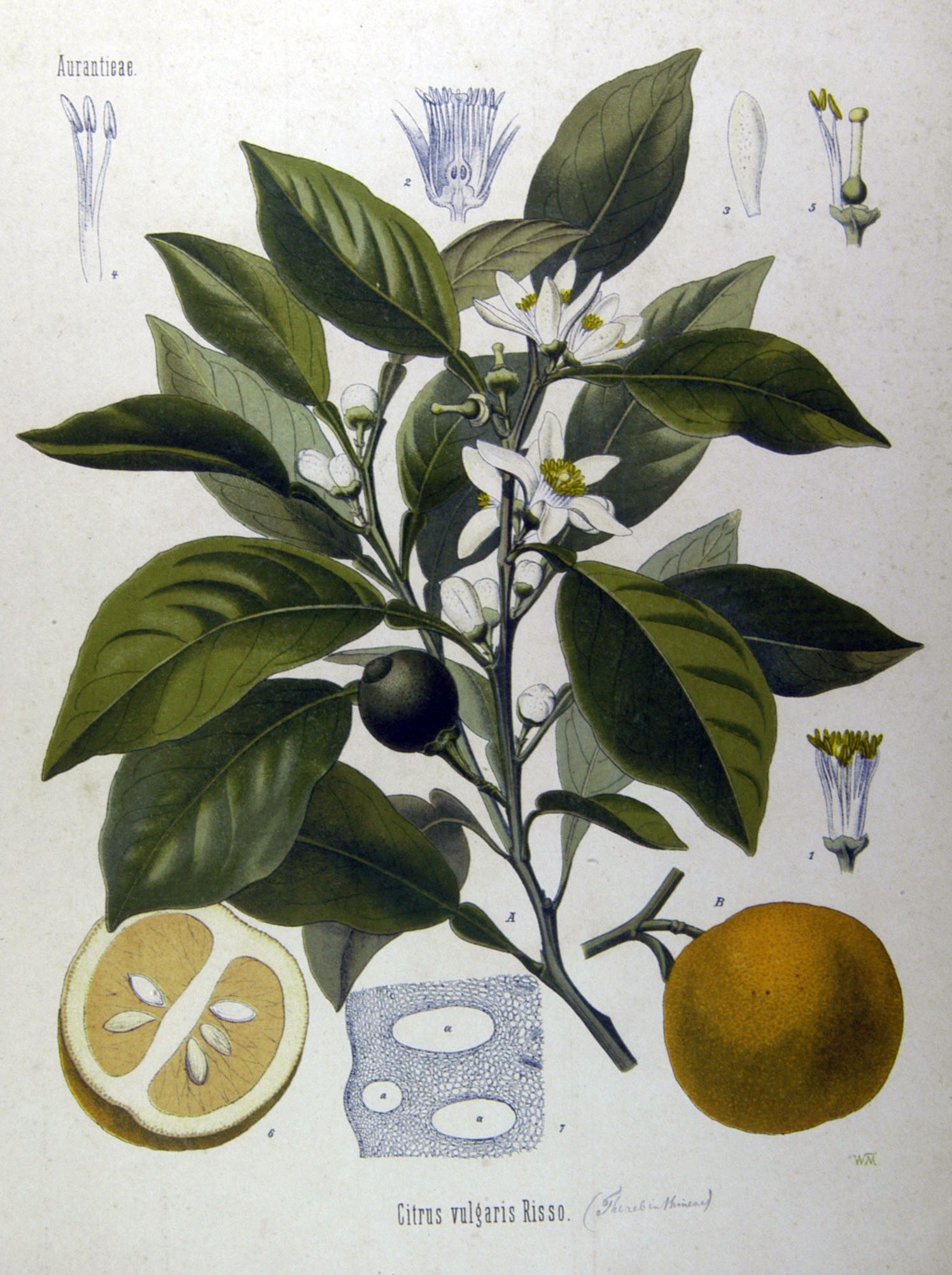

## 利用

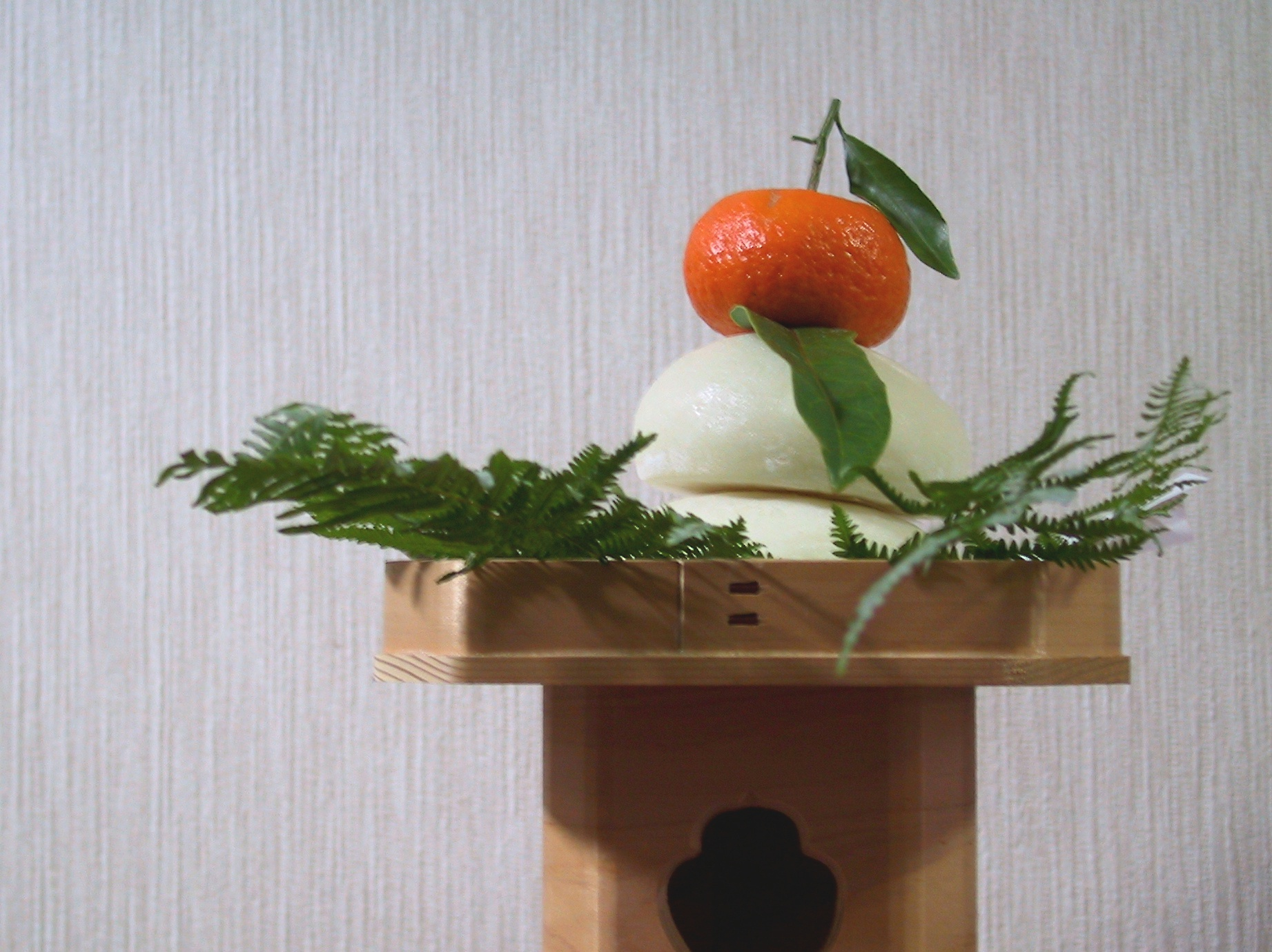
鏡餅に飾られたダイダイ

12月ころに熟した果実を採集し、鏡餅、注連飾りなど正月飾りに使用する。また、果汁は酢として料理に利用したり、薬用にもする。
果実には、リモネンを主成分とする精油、糖分、クエン酸、リンゴ酸、ヘスペリジン、ナリンギンなどのフラボノン、ビタミンA・B群・Cなどを含んでいる。果皮には、リモネン、シトラルなどを成分とする精油や、配糖体、カロチン、キサントフィル、ペクチン、脂肪油、フラボノイド、ビタミンA・B群・Cなどを含んでいる。ダイダイの精油には、ヒトの胃液の分泌を高める健胃作用があり、皮膚につけば血行促進作用がある。精油以外の成分は滋養保健効果があるといわれている。

### 食用
酸味と苦味が強いため、直接食するのには適さない。マーマレードおよび調味料として利用される。緑色の未熟果の果汁は酸味が強く風味がいいことから、ポン酢の材料としても好まれる。

### 飲料
北欧では、クリスマスのときに飲む グロッグ（グレッグ）（グリューワイン）にダイダイを用いる。スウェーデンのレシピの特徴は使うスパイスの種類にあり、起源は風味の落ちたワインを調味するためである。またあらかじめ干しぶどうを湯で戻し、アーモンドとともに小さなグラスに入れて準備しておいて、供する時にそこにホットワインを注ぐ点はスウェーデンならではという。グラスがとても小さい背景に家々を回ってふるまってもらう、この国の伝統的なグロッグ・パーティーの習わしがある。

### 薬用
漢方では、熟した橙色の果実を縦に4つ切りして、果実の皮を採集して乾燥させたものを橙皮（とうひ）といい、日本薬局方にも収載され、去痰薬・健胃薬として用いられたり、橙皮チンキ、橙皮シロップ、苦味チンキなどの製薬原料にされている。また、未熟果実を乾燥させたものを枳実（きじつ）といい、芳香性苦味健胃、去痰、排膿、緩下薬として用いられる。
民間療法で、食欲不振、消化不良、胃もたれに、橙皮を細かく刻んですり潰し、粉末状にしたものを1回量1 - 2グラムとして毎食後に服用する。ひび、あかぎれなどには、生の果汁を塗るとよく、あらかじめ肌にすり込んでおけば予防に役立つと言われている。
ダイダイの皮と果実はシネフリンという化合物を含む。これは生薬の麻黄（エフェドラ）に含まれる成分（エフェドリン）と類似の構造をもつ。交感神経・副交感神経混合型興奮作用を有していることから、この成分を加工したものが「シトラス」という名称でアメリカでダイエット用の健康食品として使用されているが、エフェドラと同様の作用を示すことから、副作用報告も出ている。なお、「体脂肪を燃焼する」、「運動機能を向上させる」などの、ヒトでの有効性については、信頼できるデータが十分ではない。

### 精油
精油を採取した部分で呼び名が異なる。これらは香料として香水や化粧品、食品等に使用される。アロマテラピーにも用いられる。
- 果皮から圧搾法また水蒸気蒸留法で採取された精油はオレンジ油、ビターオレンジ油、橙油 と呼ばれる。
- 枝葉を水蒸気蒸留して採取された精油は プチグレイン（英語版） と呼ばれる。
- 花を水蒸気蒸留して得た精油はネロリ、ネロリ油、橙花油。水蒸気蒸留の副産物としてオレンジ花水が得られる。温浸法（アンフルラージュ）または溶媒抽出して得た精油はネロリアブソリュート（ネロリAbsとも書く）、オレンジ花アブソリュート[12]と呼ばれる。花から採取する精油は高価である。

### 台木
ダイダイは耐寒性が強く、普通に植えた場合は枯れてしまう種類の柑橘類を接ぎ木で育てる時に根側をこれにすることで、寒い地域でも他の柑橘類を育てられるようになる。
しかし、カンキツトリステザウイルスに感染しやすいことが問題となっている。

## 文化
大坂冬の陣の博労淵の戦いで、砦の指揮官の薄田兼相は遊女屋に行っている夜に徳川勢に突入され、砦を制圧されてしまった。そのため「橙武者」とあだ名がつけられた。理由は「だいだいは、なり大きく、かう類（柑類）の内色能きものにて候へども、正月のかざりより外、何の用にも立ち申さず候。さて此の如く名付け申し（だいだいは大きくて色はいいが、正月の飾りにするよりなんの役にもたたない。だからそう名がついた）」（『大坂陣山口休庵咄』）という。